# مهارت‌ورزی

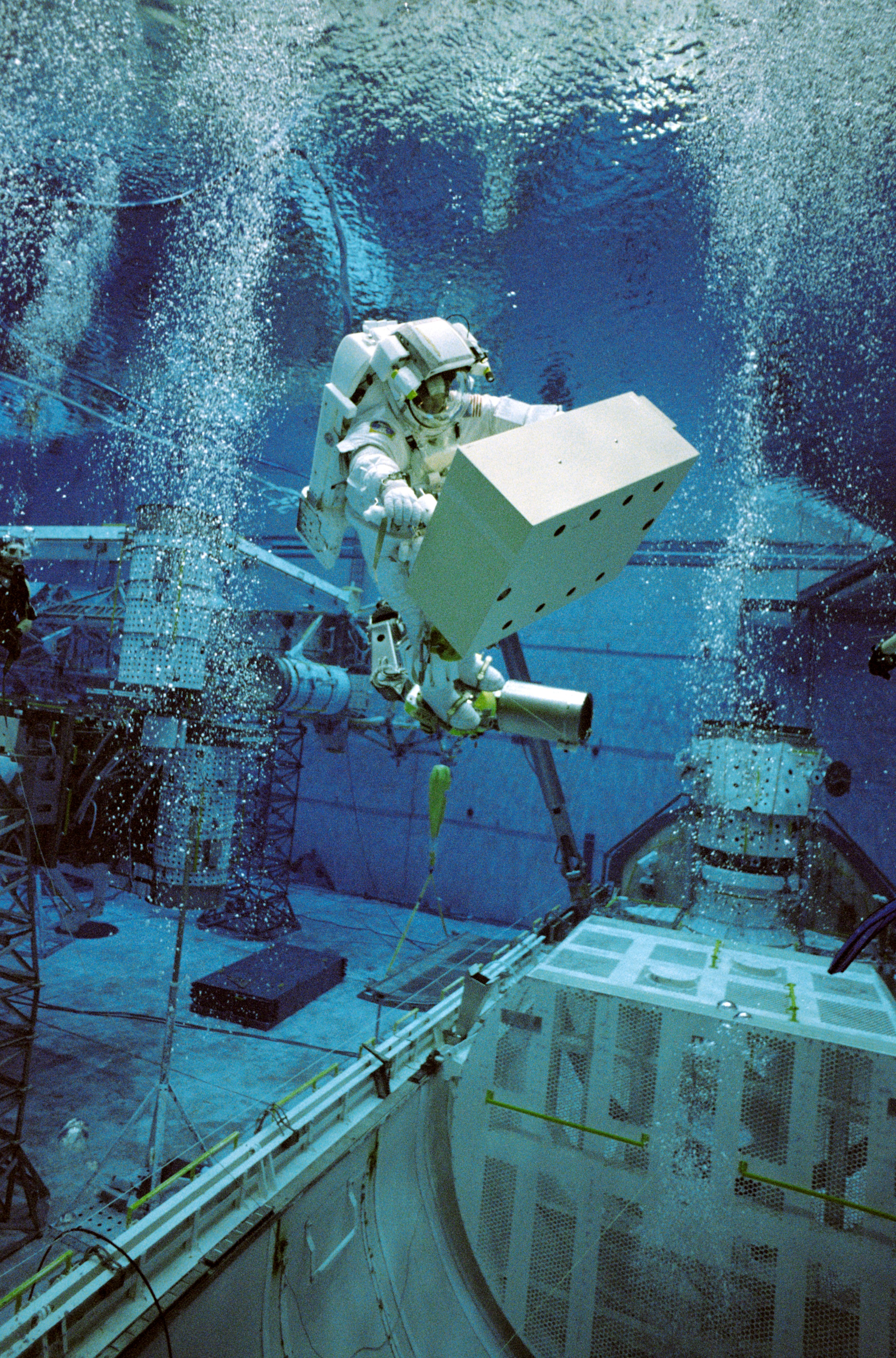
یک فضانورد در حال آموزش برای یک مأموریت راه‌پیمایی فضایی با استفاده از یک محیط شبیه‌سازی زیر آب روی زمین.

مهارت‌ورزی عبارت است از تدریس، یا توسعهٔ هرگونه توانمندی، دانش یا آمادگی جسمانی که منجر به کسب شایستگی‌های مفید خاص برای خود یا دیگران می‌شود. این فرایند با اهداف مشخصی همچون بهبود توانایی، ظرفیت، بهره‌وری و عملکرد فرد انجام می‌گیرد. مهارت‌ورزی هستهٔ اصلی کارآموزی را تشکیل داده و بنیان محتوای آموزشی در دانشگاه‌های صنعتی به‌شمار می‌رود. علاوه بر آموزش‌های پایهٔ مورد نیاز برای یک صنعت، شغل یا حرفه، می‌تواند به منظور حفظ، به‌روزرسانی و ارتقاء مستمر مهارت‌ها در طول دوران فعالیت حرفه‌ای ادامه یابد. در برخی حرفه‌ها و مشاغل از این نوع آموزش به عنوان توسعهٔ حرفه‌ای یاد می‌شود. همچنین مهارت‌ورزی ممکن است به ارتقاء آمادگی جسمانی مرتبط با شایستگی‌های خاص، نظیر فعالیت‌های ورزشی، هنرهای رزمی، کاربردهای نظامی و مشاغل مشابه نیز اشاره داشته باشد. بهبود روش‌های آموزشی، فارغ از نوع آن، از طریق تعیین اهداف مشخص، زمان‌بندی و چالش‌برانگیزی امکان‌پذیر است. این رویکرد، مسیر تسلط تدریجی و هدفمند بر یک موضوع را فراهم ساخته و دستیابی به نتایج قابل سنجش را ممکن می‌سازد.

## انواع

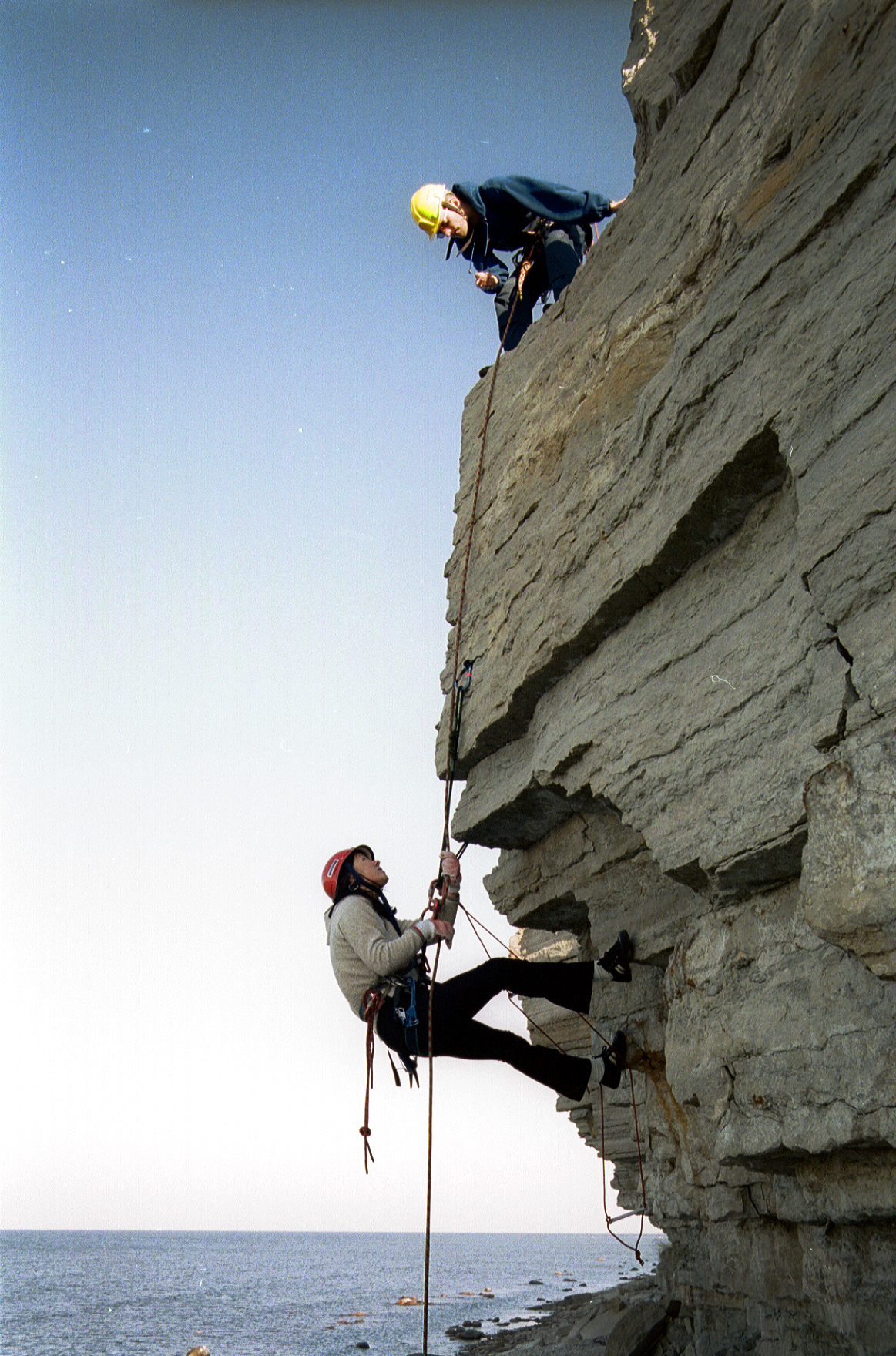
آموزش کوهنوردی در استونی. این شامل آموزش و تمرین بدنی در فضای باز است تا مهارت‌هایی را که برای بقا در سنگ‌نوردی ضروری هستند، توسعه دهد.

### تربیت بدنی
تربیت بدنی بر اهداف مکانیکی متمرکز است و برنامه‌های تمرینی در این حوزه به منظور ارتقاء مهارت‌های حرکتی خاص، افزایش چابکی، تقویت قدرت بدنی یا بهبود آمادگی جسمانی طراحی می‌شوند. این برنامه‌ها معمولاً با هدف دستیابی به اوج عملکرد در یک بازهٔ زمانی مشخص تدوین و اجرا می‌گردند.
در کاربردهای نظامی، مهارت‌ورزی به معنای کسب توانایی‌های فیزیکی لازم برای انجام وظایف محوله و بقا در شرایط نبرد است. این آموزش‌ها همچنین شامل فراگیری مجموعه‌ای گسترده از مهارت‌های تخصصی مورد نیاز در زمان جنگ می‌باشد. از جمله این مهارت‌ها می‌توان به شیوه استفاده از انواع سلاح‌ها، مهارت‌های بقا در محیط‌های باز، و راهکارهای زنده ماندن در صورت اسارت توسط دشمن اشاره کرد. برای اطلاعات بیشتر، به موضوع آموزش و تربیت نظامی مراجعه کنید
به دلایل روان‌شناختی یا فیزیولوژیکی، افرادی که بر این باورند که چنین روش‌هایی ممکن است برای آن‌ها سودمند باشد، می‌توانند تمرین‌های آرام‌سازی یا آموزش اتوژنیک را به‌منظور ارتقاء توانایی خود در کاهش تنش و مقابله با استرس انتخاب کنند. اگرچه برخی پژوهش‌ها نشان داده‌اند که تمرین‌های آرام‌سازی می‌توانند در بهبود برخی وضعیت‌های پزشکی مؤثر باشند، اما اثربخشی آموزش اتوژنیک محدود بوده یا شواهد علمی کافی برای ارزیابی دقیق آن وجود ندارد.

### آموزش مهارت‌های شغلی
برخی مشاغل ذاتاً با خطراتی همراه هستند و انجام ایمن و مؤثر آن‌ها مستلزم برخورداری از حداقل سطحی از صلاحیت حرفه‌ای است تا ایمنی فرد و سایر افراد حاضر در محیط کار تضمین شود. مشاغلی نظیر غواصی صنعتی، عملیات نجات، اطفای حریق، و کار با ماشین‌آلات یا وسایل نقلیه خاص، اغلب نیازمند ارزیابی تخصصی و اخذ گواهینامه‌هایی هستند که حداقل صلاحیت قابل قبول را تأیید می‌کنند. برخورداری از این گواهینامه‌ها معمولاً شرط لازم برای فعالیت به‌عنوان مربی یا متخصص دارای مجوز در این حوزه‌ها به‌شمار می‌رود.

### آموزش ضمن خدمت

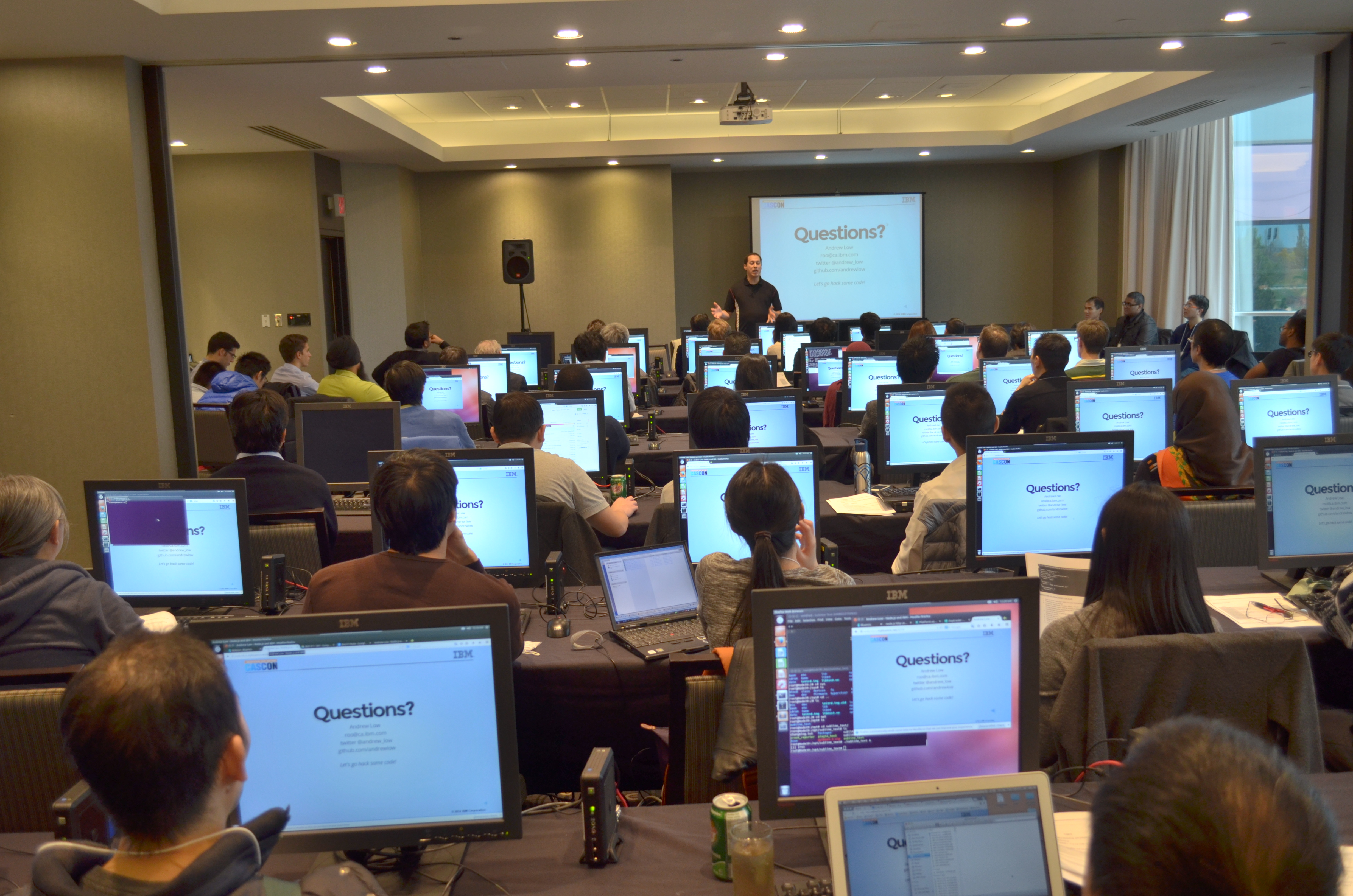
آموزش مهارت‌های کامپیوتری

برخی صاحب‌نظران از اصطلاح مشابه «آموزش و توسعه» برای اشاره به فرایند یادگیری در محیط کار با هدف بهبود عملکرد استفاده می‌کنند. علاوه بر آموزش‌هایی که توسط کارفرمایان ارائه می‌شود، خدمات آنلاین متعددی نیز در دسترس افرادی قرار دارد که به‌دنبال آموزش‌های تکمیلی یا پیشرفته هستند. این خدمات می‌توانند شامل مشاوره شغلی، ارزیابی مهارت‌ها و ارائه حمایت‌های حرفه‌ای باشند. به‌طور کلی، این نوع آموزش‌ها را می‌توان در دو دسته آموزش‌های ضمن کار و آموزش‌های خارج از محیط کار طبقه‌بندی کرد.

### دین و معنویت
در کاربرد مذهبی و معنوی، کلمۀ «تربیت» ممکن است به پالایش ذهن، قلب، فهم و اعمال برای دستیابی به اهداف معنوی متنوعی مانند (برای مثال) نزدیکی به خدا یا رهایی از رنج اشاره داشته باشد. برای مثال به آموزش سه‌گانه در بودیسم، مدیتیشن در هندوئیسم یا شاگردی در مسیحیت توجه کنید. این جنبه‌های آموزش می‌توانند کوتاه‌مدت باشند یا بسته به زمینۀ آموزش و اینکه فرد به کدام گروه مذهبی تعلق دارد، تا آخر عمر ادامه داشته باشند.

### بازخورد هوش مصنوعی
فرآیندهای پیشرفته یادگیری در حوزۀ هوش مصنوعی عموماً تحت عنوان «مهارت‌ورزی» شناخته می‌شوند. در این راستا، الگوریتم‌های تکاملی از جمله برنامه‌نویسی ژنتیک و سایر روش‌های یادگیری ماشین، از سازوکاری بازخوردی بر مبنای «توابع برازش» بهره می‌برند تا امکان ارزیابی میزان موفقیت یک عامل در انجام یک وظیفه خاص را برای برنامه‌های رایانه‌ای فراهم سازند. این روش‌ها با ایجاد مجموعه‌ای از برنامه‌ها که تحت عنوان «جمعیت» شناخته می‌شوند، فرآیند آزمون و ارزیابی خودکار این برنامه‌ها را از منظر میزان تناسبشان با وظیفه مورد نظر اجرا می‌کنند. سپس، بر مبنای عملکرد برتر برخی اعضای این جمعیت، برنامه‌های جدیدی تولید شده و جایگزین برنامه‌هایی می‌شوند که ضعیف‌ترین عملکرد را داشته‌اند. این چرخه تا دستیابی به سطح مطلوبی از عملکرد ادامه می‌یابد. در حوزۀ رباتیک، چنین سامانه‌ای قادر است پس از گذراندن مرحلۀ اولیه آموزش، به‌صورت زمان حقیقی به فعالیت خود ادامه دهد و امکان سازگاری ربات‌ها با شرایط جدید یا تغییرات داخلی، از جمله مواردی مانند فرسایش یا آسیب دیدگی، را فراهم آورد. همچنین، پژوهشگران ربات‌هایی طراحی کرده‌اند که می‌توانند به منظور تسهیل فرایند آموزش، رفتارهای ساده انسانی را به عنوان نقطه آغاز تقلید و بازسازی نمایند.

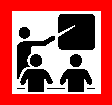
پیکوگرام مهارت‌آموزی